# Transporte ferroviário na Lituânia

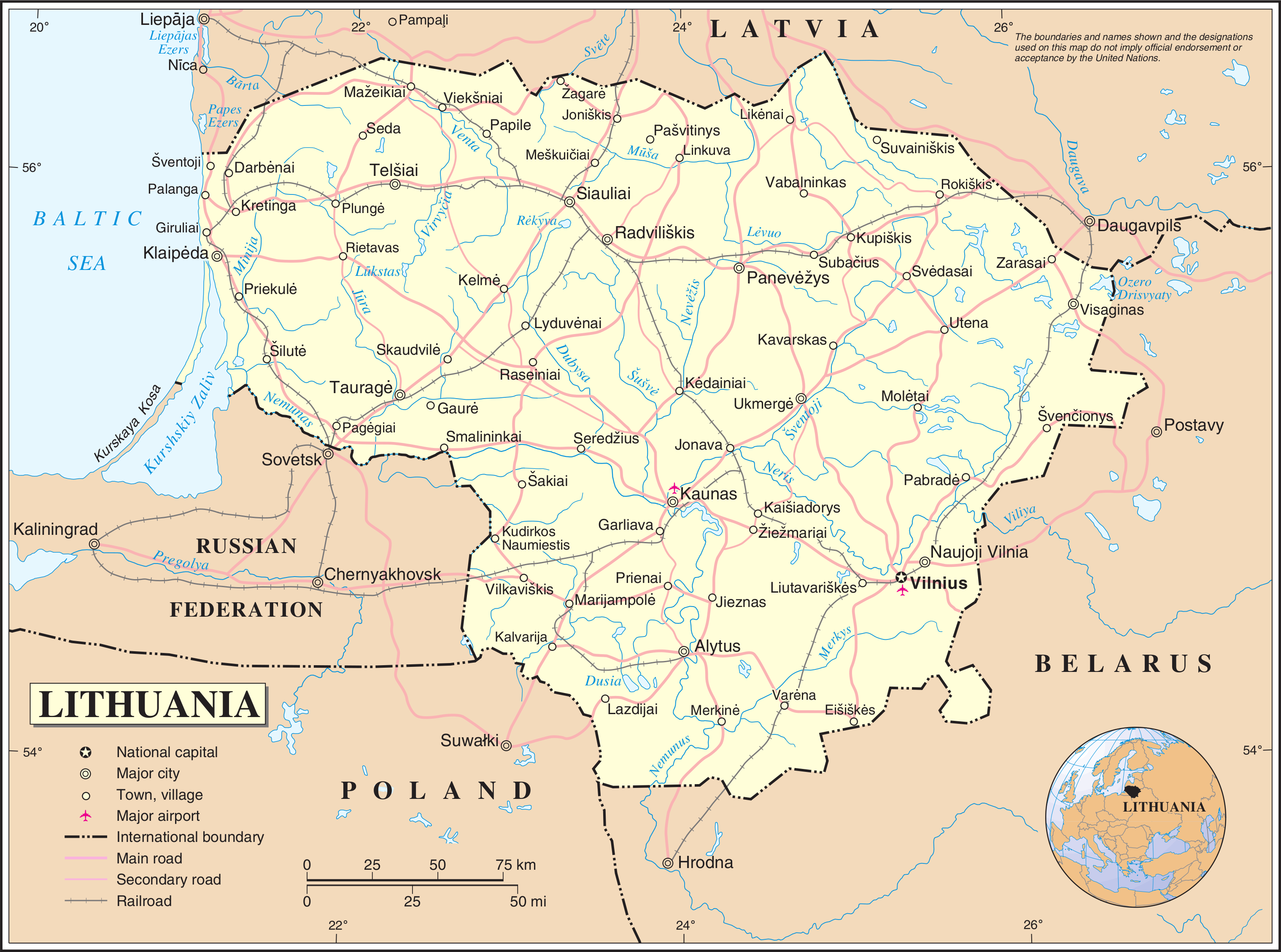
Mapa da Lituânia

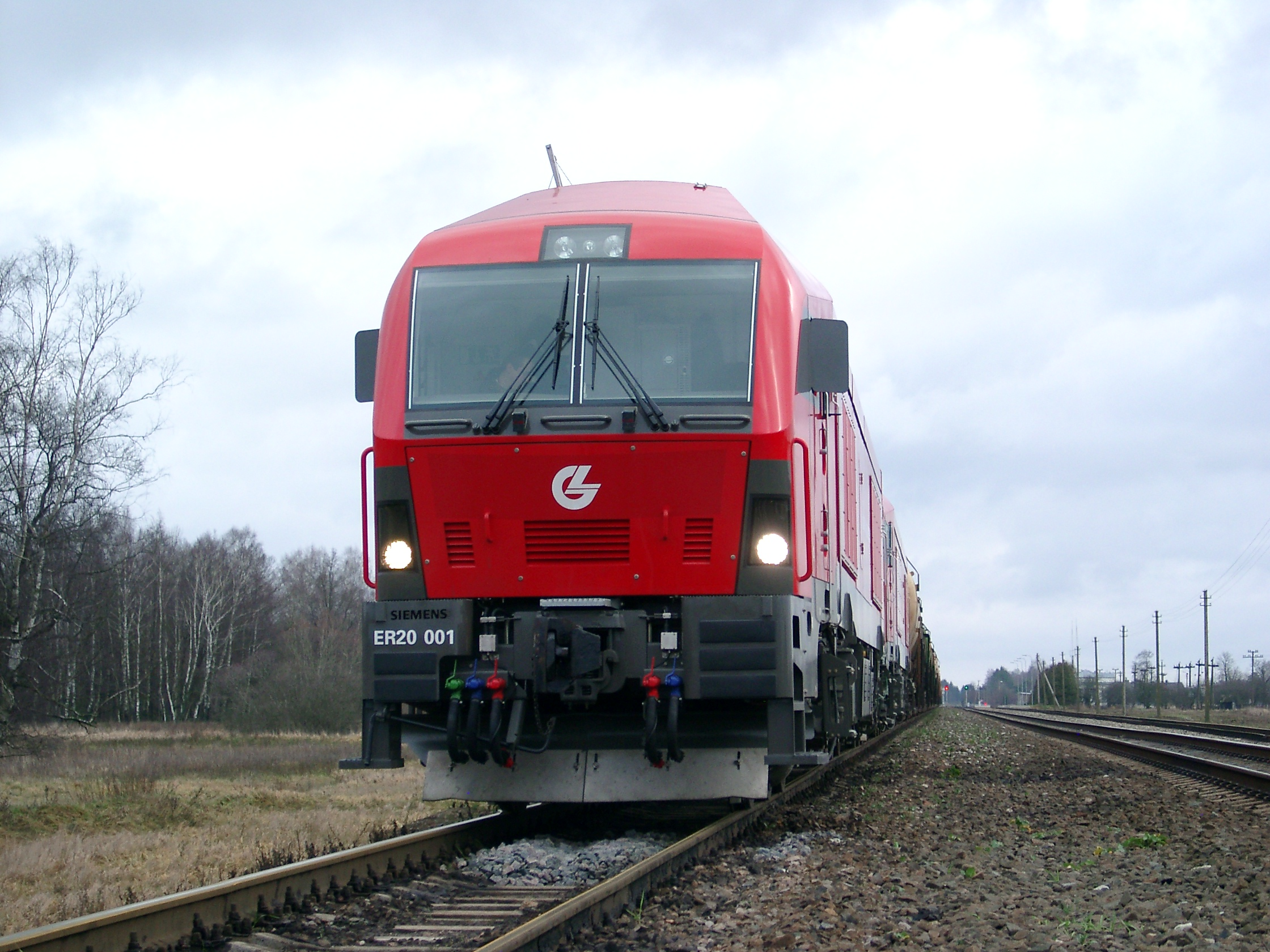
Locomotiva Siemens da Lietuvos Geležinkeliai (Lithuanian Railways)

O Transporte ferroviário na Lituânia é constituído por uma rede de 1771 km 
- 1749 km em bitola russa (1524mm) dos quais 122 km são eletrificados
- 22 km de bitola internacional (1435mm).

Essa rede é operada pela companhia estatal Lietuvos Geležinkeliai (Lithuanian Railways). A rede ferroviária possui ligações com a Rússia, Letônia e Bielorrússia.
Uma linha de 750 km composta de bitola de 750mm (herança do imperio alemão) é operada parcialmente de forma turística pela empresa Aukštaitijos Siaurasis Geležinkelis.

## História
A Ferrovia Varsóvia - São Petersburgo chegou à Lituânia em 1861. A linha incluía um trecho que atendia as cidades de Daugavpils,Vilnius, Kaunas e Virbalis. Em 1915, durante a Primeira Guerra Mundial, o exército alemão invade o país e a rede ferroviária torna-se o principal meio de escoamento de provisões e armamento para as tropas alemãs estacionadas no front leste. Com o fim do conflito, a Lituânia declara independência que duararia até o início da Segunda Guerra Mundial, quando é anexada pela União Soviética. Após a guerra, a rede ferroviária sofre forte influência soviética, recebendo material rodante diesel-elétrico que em alguns anos estaria obsoleto. Após o fim da URSS seu parque de tração torna-se rapidamente sucateado , obrigando o país a recorrer à ajuda externa do ocidente. Em alguns anos boa parte de sua rede ferroviária seria recuperada e reincorporada ao restante da Europa.
Em 2007 a Lietuvos Geležinkeliai (LG) transportou 5,4 milhões de passageiros e transportou cerca de 53,5 milhões de toneladas de carga,sendo o petróleo o principal item transportado